# 佐藤浩貴
佐藤 浩貴（さとう ひろたか、1981年〈昭和56年〉12月8日 - ）は、日本の元プロバスケットボール選手。神奈川県出身。現役時代のポジションはセンター。役職はアシスタントコーチ。ワンリーズ和歌山所属。

## 経歴

### 大学まで
小・中学校時代は特にスポーツをせず、帰宅部だった。中学3年生時には身長190cm、体重100kgにまで成長している。
相洋高等学校入学後にバスケットボールを始める。
恵まれた体格と運動能力を見込まれて入学した専修大学では、1年時からスタメンを任される。2年生の時にオールジャパンに出場する。3年時には、中川和之、中川直之、波多野和也、長澤晃一、青木康平らと共にインカレで優勝する。4年時には、日本代表監督に就任したジェリコ・パブリセヴィッチに見込まれ、日本代表候補選手に選ばれ、欧州遠征に参加する。帰国後、日本代表としてキリンカップ2003に出場し、アテネオリンピックアジア予選日本代表に学生で唯一選出される。関東学生一部リーグ戦では優勝。この年韓国で行われたユニバーシアードの日本代表（U-24）メンバーに大学でチームメイトの波多野、大宮宏正らと共に選出され、出場。大学4年の最後の冬には、第1回スプリングキャンプメンバーにも選出される。しかし、大学卒業直前の2004年1月、練習中に左アキレス腱断裂という大怪我に見舞われる。

### 大学卒業後
2004年春、スーパーリーグの松下電器に入団。この年の日本代表候補に再び選出されるも、大学4年時に負った怪我のため辞退する。
2005年には日本代表に復帰し、キリンカップ2005に出場する。しかし、怪我が響き、2005-2006シーズン終了後に、松下電器からカットされる。
2006年、bjリーグ合同トライアウトを受験。ドラフト会議で大阪エヴェッサより1巡目4位指名を受け入団。2006-2007シーズンは総出場時間136分に終わる。2007-2008シーズンも総出場時間25分にとどまる。シーズンオフ、エクスパンションドラフトで滋賀レイクスターズに移籍。移籍後はロバート・ピアスヘッドコーチに見出され、相手スコアラーを封じ込める典型的なセンターとして出番が増え、総出場時間も547分と大幅に増加する。
2011年、JBLの三菱電機ダイヤモンドドルフィンズに移籍したが、2012年にはbjリーグの島根スサノオマジックに移籍。島根では出場試合7、出場時間19分に留まり、1シーズンで自由契約となった。
2013年に、古巣の大阪エヴェッサに復帰。シーズン開幕の9月に網膜剥離が明らかになり開幕には間に合わなかったが、11月2日の滋賀レイクスターズ戦にて2013-14シーズン初出場を果たした。2014-15シーズン終了後に退団。
2015-16シーズンはNBLの西宮ストークスと契約し、11試合に出場した。
NBLとbjリーグが統合され、B.LEAGUEが発足した初年度となる2016-17シーズンは、B2東地区所属のサイバーダイン茨城ロボッツに加わる。茨城にでは17試合の先発出場を含む49試合に出場した。
2017年7月、秋田ノーザンハピネッツと契約することが決まった。谷口大智とのツインタワーとして期待されたが、シーズン途中で負傷してしまい、以後ツイッターを使った広報としての活動が目立った。
2018年8月、西宮ストークスに復帰。
2019年7月、金沢武士団に移籍。シーズン終了後、現役引退。
2021年6月、地域リーグのランポーレ三重に加入し現役復帰。
2021年11月、ワンリーズ和歌山のアシスタントコーチに就任。

## 人物
ミュンヘン五輪の男子バレーボール日本代表で金メダルを獲得した佐藤哲夫は父。またバスケットボール選手の石井講祐は従弟にあたる。

## 個人成績
| シーズン | チーム   | GP | GS | MPG  | FG%  | 3P% | FT%  | RPG | APG | SPG | BPG | TO  | PPG |
| -------- | -------- | -- | -- | ---- | ---- | --- | ---- | --- | --- | --- | --- | --- | --- |
| 2004-05  | 松下電器 |    |    |      |      |     |      |     |     |     |     |     |     |
| 2005-06  | 松下電器 |    |    |      |      |     |      |     |     |     |     |     |     |
| 2006-07  | 大阪     | 24 | 0  | 5.7  | 50.0 | -   | 50.0 | 0.8 | 0.2 | 0.1 | 0.1 | 0.4 | 0.8 |
| 2007-08  | 大阪     | 8  | 0  | 3.1  | 0.0  | -   | 50.0 | 1.2 | 0.0 | 0.0 | 0.0 | 0.1 | 0.2 |
| 2008-09  | 滋賀     | 51 | 28 | 10.7 | 53.3 | -   | 50.0 | 2.5 | 0.1 | 0.1 | 0.1 | 0.4 | 1.4 |
| 2009-10  | 滋賀     | 23 | 0  | 3.7  | 55.6 | -   | 66.7 | 0.7 | 0.0 | 0.0 | 0.0 | 0.2 | 0.5 |
| 2010-11  | 滋賀     | 21 | 0  | 5.4  | 50.0 | -   | 0.0  | 1.4 | 0.1 | 0.0 | 0.0 | 0.3 | 0.4 |
| 2011-12  | 三菱電機 | 16 | 0  | 3.1  | 33.3 | -   | 50.0 | 0.6 | 0.0 | 0.1 | 0.1 | 0.2 | 0.2 |
| 2012-13  | 島根     | 7  | 0  | 2.7  | -    | -   | -    | 0.0 | 0.0 | 0.1 | 0.0 | 0.0 | 0.0 |
| 2013-14  | 大阪     | 17 | 1  | 2.4  | 100  | -   | -    | 0.4 | 0.1 | 0.0 | 0.0 | 0.2 | 0.1 |
| 2014-15  | 大阪     | 16 | 0  | 2.9  | -    | -   | -    | 0.3 | 0.0 | 0.0 | 0.0 | 0.1 | 0.0 |
| 2015-16  | 西宮     | 11 | 0  | 2.5  | 100  | -   | 0.0  | 0.5 | 0.0 | 0.0 | 0.0 | 0.1 | 0.2 |
| 2016-17  | 茨城     | 49 | 17 | 3.5  | 50.0 | -   | 50.0 | 0.8 | 0.0 | 0.1 | 0.0 | 0.1 | 0.2 |
| 2017-18  | 秋田     | 20 | 4  | 5.2  | 25   | -   | 0    | 0.6 | 0.1 | 0.1 | 0.1 | 0.2 | 0.2 |